# Opel Vectra
Pour les articles homonymes, voir Vectra.
Cet article concerne une berline familiale européenne en remplacement de l'Ascona. Pour la version brésilienne de Chevrolet de 2006 à 2011, voir Opel Astra.
 (septembre 2023).
Si vous disposez d'ouvrages ou d'articles de référence ou si vous connaissez des sites web de qualité traitant du thème abordé ici, merci de compléter l'article en donnant les références utiles à sa vérifiabilité et en les liant à la section « Notes et références ».
Les Vectra sont des automobiles du segment M2 produites par General Motors sous les marques :
- Opel pour l'Europe (sauf Royaume-Uni).
- Vauxhall pour le Royaume-Uni.
- Holden pour l'Australie.
- Chevrolet pour l'Amérique latine.

Il existe trois générations de Vectra : 
- Vectra A commercialisées de 1988 à 1995,
- Vectra B commercialisées de 1995 à 2002,
- Vectra C commercialisées de 2002 à 2009.

Opel Vectra est également le nom d'une Astra trois volumes vendue au Brésil de 2006 à 2011.

## Vectra A (1988 - 1995)
La Vectra A est apparue en 1988 pour remplacer l'Ascona C. Elle est disponible en berlines deux volumes avec un hayon (5 portes) ou en trois volumes (4 portes).
De l'économique 1.4S (sans direction assistée) à la 2.0 turbo 16s 4x4, la Vectra A est une voiture qui offre une large gamme pour toucher la plus vaste clientèle possible.

### Motorisations

#### Essence
- 1.4s (14NV) 75 ch (1988 - 1991) modèle entrée de gamme "GL" dépourvu de direction assistée.
- 1.6s (16SV) 82 ch, remplacée en 1994 par la 1.6i(C16NZ) 75 ch ; avec direction assistée.
- 1.8i (C18NZ) 90 ch.
- 2.0i (C20NE) 115 ch (7 CV / 9 CV / 10 CV fiscaux).
- 2.0i (20SEH) 129 ch (10 CV, réservée aux modèles GT).
- 2.0i 16v (X20XEV) 136 ch (9 CV  moteur Ecotec première génération 1994 - 1995).
- 2.0i 16v (C20XE) 150 ch ou 156 ch sans catalyseur. (11 CV, uniquement en berline et modèle 2000 (carrosserie sport spécifique) et quelques rares en GT nommées GT16V. Il y a eu aussi quelques rares modèles 4x4).
- 2.0i 16v turbo (C20LET) 4x4 204 ch.
- 2.5i V6 (C25XE et X25XEV) 170 ch.

#### Diesel
- 1.7d 57 ch d'origine Général Motors (GM) jusqu'à 1991 inclus
- 1.7td 82 ch d'origine Isuzu.

## Vectra B (1995 - 2002)
Lancée sur le marché européen en octobre 1995, la Vectra B succède à la première génération de Vectra, atteinte par la limite d'âge.
M. Donnely, président de General Motors Europe n'a pas peur d'annoncer que lorsque la gamme Vectra sera complétée par le break, à la fin de l'année 1996, Opel visera la tête du classement dans ce segment de marché.
Ses concurrentes de l'époque sont les Renault Laguna, Citroën Xantia, Ford Mondeo, Volkswagen Passat et Peugeot 406, cette dernière étant sortie à la même époque que la Vectra B.
Le style de ce modèle a globalement plu avec une ligne équilibrée en 4 et 5 portes dans l'esprit Opel des années 1990, c'est-à-dire des formes douces et personnelles dans le prolongement des Corsa et Astra. La principale originalité stylistique de cette version B se situe au niveau des rétroviseurs, dans le prolongement des extrémités du capot. Autre particularité : la Vectra B est assez étroite par rapport à la concurrence.
Concernant la version Break, Opel a imité Mercedes et BMW en privilégiant l'esthétisme et l'équilibre au détriment du volume du coffre, moins important que celui des Xantia, 406 ou Passat.
Par rapport à la Vectra A, cette nouvelle version apporte quelques innovations technologiques.
La Vectra B reçoit ainsi un nouveau train arrière ainsi qu'un pédalier qui se rompt en cas de choc.
La mise au point du châssis s'est effectuée en collaboration avec les ingénieurs de Saab, la filiale suédoise de GM.
Un antipatinage électronique est monté sur les motorisations 2.0 16 soupapes et V6 2.5 24 soupapes, ce système est intégré avec le système de calcul de l'ABS.
Elle est disponible à ses débuts en carrosseries berlines à coffre et à hayon, qui sont équipées de motorisations essence 1.6, 2.0 et 2.5 ainsi que diesel turbocompressé 1.7.
Les moteurs 1.6 et 2.0 sont des 4 cylindres à 16 soupapes, le 2.5 est un V6.
La boîte de vitesses manuelle à 5 rapports ou automatique à 4 rapports est accouplée au moteur sur son côté gauche.
La gamme s'enrichit d'une variante break en octobre 1996, parallèlement à l'introduction d'un turbo diesel 2.0 à injection directe - le Di 16v de 82 ch - (ce dernier destiné à remplacer le diesel 1.7).
En septembre 1997 se voient lancés deux nouveaux moteurs :
- un 1.8 essence à 16 soupapes
- un 2.0 turbo diesel à injection directe.

Ce moteur Diesel - le DTi 16v de 100 ch - est équipé d'un turbocompresseur à haute pression et d'un "intercooler".
Toutes les versions sont à traction avec suspensions à roues indépendantes.
La direction assistée et l'antiblocage des roues (ABS) sont de série sur toutes des versions, avec un coussin gonflable de sécurité (airbag) côté conducteur.
Un coussin gonflable côté passager est également prévu en série ou en option, suivant le niveau d'équipement du véhicule. Des coussins gonflables de sécurité latéraux sont proposés en option à partir de 1997.
Les versions de la finition CDX disposent en série de la climatisation et d'un régulateur de vitesse, également disponible en option sur d'autres versions.
La version avec moteur 1,8 litre 16V (X18XE) apparaît en France début 1998 seulement, ce modèle existait depuis 1996 en Allemagne.
En 1999 apparaît un restylage de la Vectra B avec l'apparition de nouveaux moteurs. La calandre change, les feux avant et arrière changent aussi, le tableau de bord, le spoiler...
La deuxième génération de Vectra B s'équipera de nouveaux diesels Ecotec conçus par Opel.
Un 2.0 DTi de 100 ch (apparu sur la première génération de Vectra B) et un 2.2 DTi en 120 ch (7 CV fiscaux) et 125 ch (8 CV).
Tous ces diesels ont une culasse à 16 soupapes.

### Motorisations

#### Essence
| Modèle     | Moteur                        | Cylindrée | Puissance             | Couple                  | 0 à 100 km/h | Vitesse maxi | Années de production |
| ---------- | ----------------------------- | --------- | --------------------- | ----------------------- | ------------ | ------------ | -------------------- |
| 1.6 16v    | Opel 16LZ2/X16XEL/X16XE/Z16XE | 1 598 cm3 | 100 ch à 6 000 tr/min | 14,7 mkg à 3 600 tr/min | 12,5 s       | 193 km/h     | 1996 - 2002          |
| 1.8 16v    | Opel X18XE/X18XE1             | 1 796 cm3 | 115 ch à 5 400 tr/min | 17 mkg à 3 800 tr/min   | 11 s         | 203 km/h     | 1998 - 2002          |
| 2.0 16v    | Opel X20XEV                   | 1 998 cm3 | 136 ch à 5 600 tr/min | 18,4 mkg à 3 400 tr/min | 10,5 s       | 215 km/h     | 1996 - 2001          |
| 2.2 16v    | Opel Z22SE                    | 2 198 cm3 | 147 ch à 5 800 tr/min | 19,9 mkg à 4 000 tr/min | 9,5 s        | 218 km/h     | 2001 - 2002          |
| 2.5 V6 24v | Opel X25XE                    | 2 498 cm3 | 170 ch à 5 800 tr/min | 22,6 mkg à 3 200 tr/min | 8,5 s        | 230 km/h     | 1996 - 2000          |
| 2.6 V6 24v | Opel Y26SE                    | 2 597 cm3 | n.c                   | n.c                     | n.c          | n.c          | 2001 - 2002          |

#### Diesel
| Modèle      | Moteur       | Cylindrée | Puissance             | Couple                  | 0 à 100 km/h | Vitesse maxi | Années de production |
| ----------- | ------------ | --------- | --------------------- | ----------------------- | ------------ | ------------ | -------------------- |
| 1.7 td      | ISUZU X17DTL | 1 686 cm3 | 82 ch à 4 400 tr/min  | 17,1 mkg à 2 400 tr/min | 16,3 s       | 175 km/h     | 1996 - 1997          |
| 2.0 Di 16v  | Opel X20DTL  | 1 994 cm3 | 82 ch à 4 300 tr/min  | 18,9 mkg à 1 800 tr/min | 17,0 s       | 173 km/h     | 1997 - 2001          |
| 2.0 DTi 16v | Opel X20DTH  | 1 994 cm3 | 100 ch à 4 300 tr/min | 20,9 mkg à 1 600 tr/min | 11,5 s       | 190 km/h     | 1998 - 2001          |
| 2.0 DTi 16v | Opel Y20DTH  | 1 994 cm3 | n.c                   | 23,8 mkg à 2 500 tr/min | n.c          | n.c          | 2001 - 2002          |
| 2.2 DTi 16v | Opel Y22DTR  | 2 171 cm3 | 125 ch à 4 000 tr/min | 27,6 mkg à 1 500 tr/min | 10,4 s       | 203 km/h     | 2001 - 2002          |

### Galerie

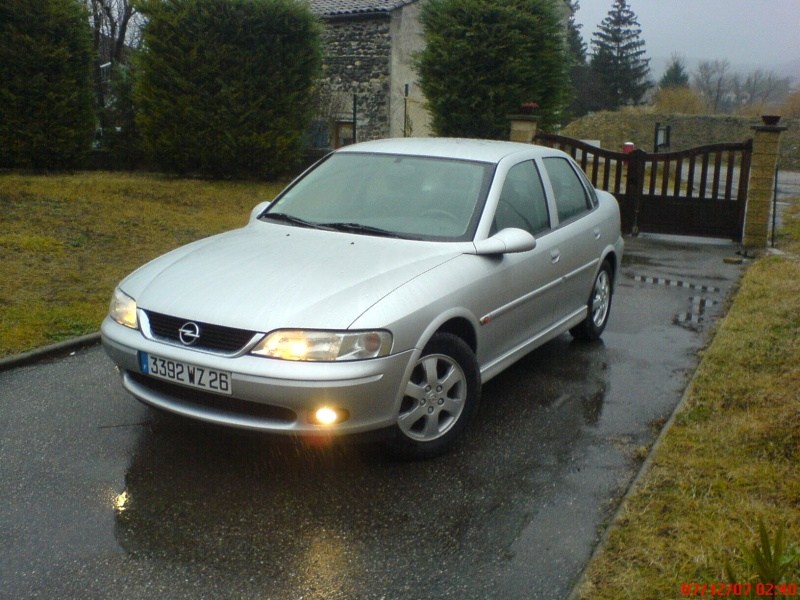
Opel Vectra 2.0 DTI phase 2 en France
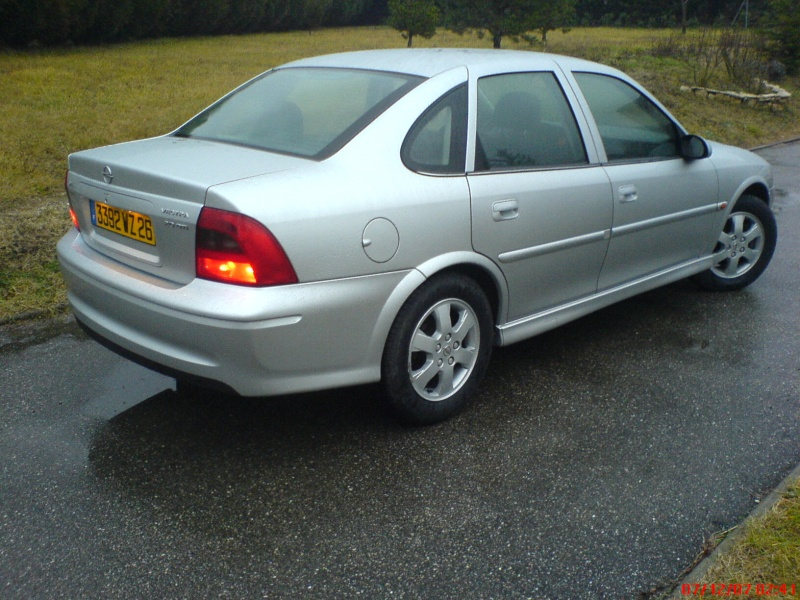
Opel Vectra 2.0 DTI  B2 en France

### Vauxhall Vectra
La Vauxhall Vectra est la version anglaise de l'Opel Vectra commercialisée en 1995. Elle remplace la Vauxhall Cavalier qui était une Opel Ascona puis une Opel Vectra première génération rebadgée.

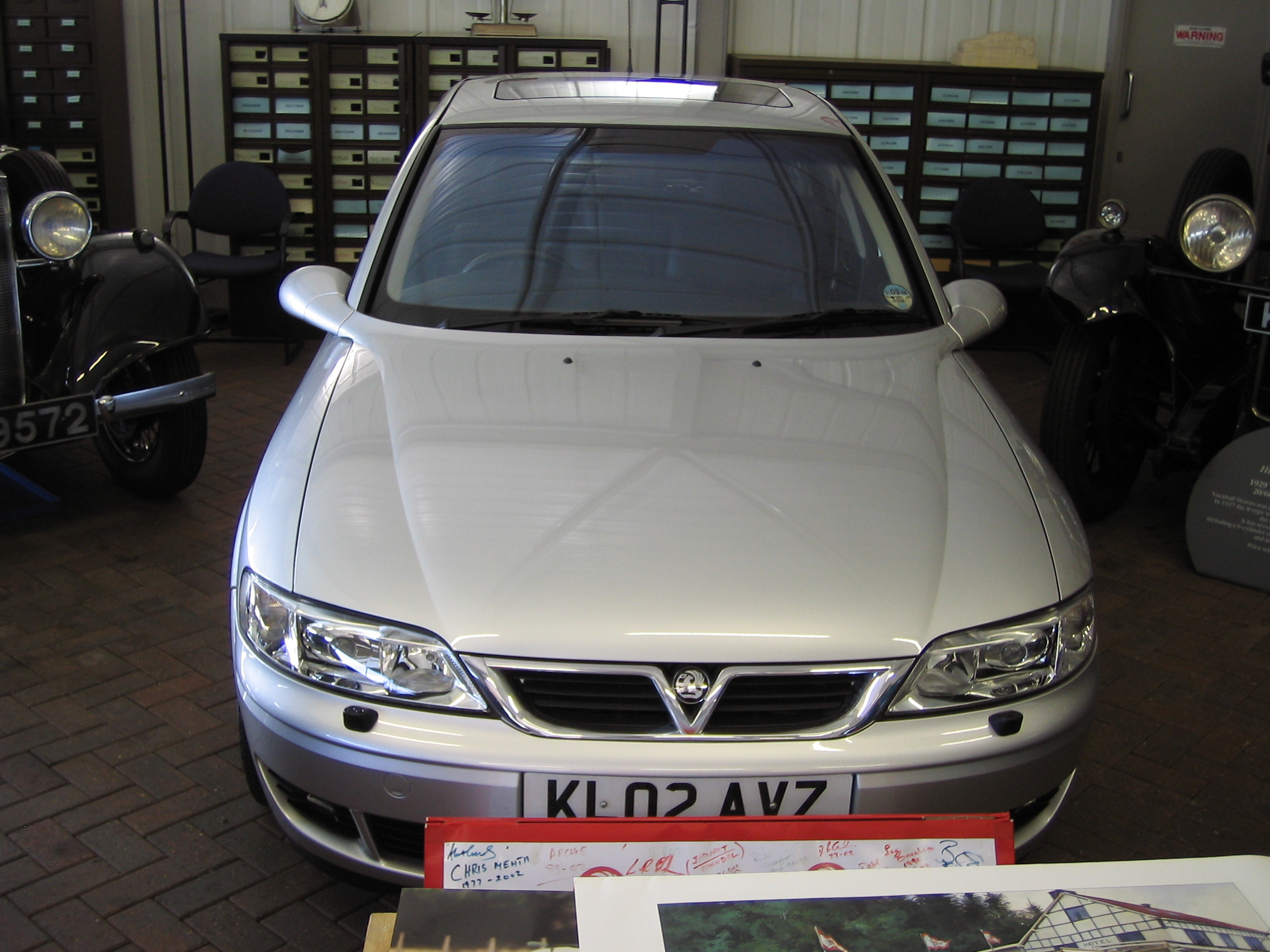
Vauxhall Vectra Mk. 1
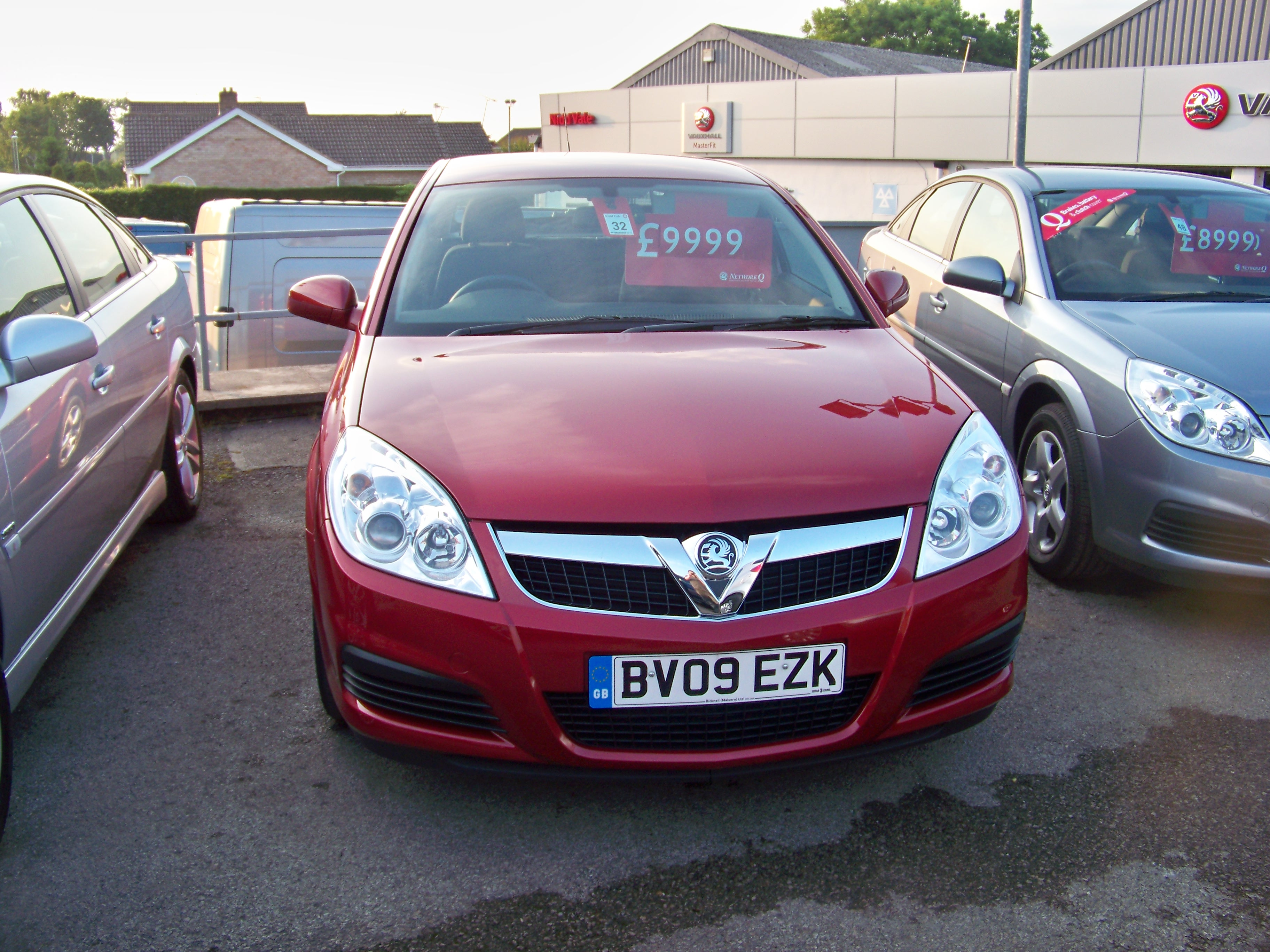
Vauxhall Vectra Mk. 2

## Vectra C (2002 - 2009)
Lancée le 22 mars 2002, elle est au départ équipée des moteurs DTi (2.0 et 2.2) et des moteurs essence 1.8, 2.2 (le 2.2 direct sorti en 2004), 2.0 Turbo et 3.2 V6.
Elle disposera en 2004 des nouveaux moteurs diesel Fiat 1.9 CDTi 8 soupapes (120 ch) et 16 soupapes (150 ch).
La Vectra de troisième génération étrenne une plate-forme inédite, avec des dimensions à la hausse de 5 cm en hauteur et près du double en longueur. Cette progression profite essentiellement à l’empattement (+ 6 cm) et non au porte-à-faux. Ce gabarit, somme toute raisonnable, reste plus proche d’une Peugeot 406 ou d’une Renault Laguna que d’une Citroën C5 ou d’une Ford Mondeo.
Le style extérieur rompt avec celui de la précédente Vectra. Loin d’être banal, il soulève visiblement peu d’enthousiasme dans la rue, avec une face avant qui semble emprunter les optiques du coupé Honda Prélude de 1996 et un arrière massif qui rappelle vaguement une confidentielle Coréenne de haut de gamme, la Hyundai XG. L'élégance et la fluidité qui ont fait le succès du modèle précédent ont disparu pour laisser place aux formes solides et rassurantes bien dans le ton de l'époque.
Après le restylage la Vectra C gagne en séduction, la face avant est moins fade et contribue à l'allègement général du style de la voiture en même temps que l'apparition de nouvelles couleurs, de nouveaux habillages intérieurs, etc.

### Opel VectraGTS
Si la finesse et la rondeur des galbes du modèle remplacé sont oubliées, l’aérodynamique reste soignée avec un excellent Cx de 0,28 contre 0,28 à 0,30 auparavant. En raison de la hauteur du nouveau modèle qui accroît la surface frontale, le SCx se dégrade aux environs de 0,61, ce qui constitue encore une bonne valeur dans la catégorie. L’assiette abaissée de 20 mm de l’exécution sportive GTS qui sera proposée avec la carrosserie cinq portes devrait profiter d’un meilleur coefficient de traînée.
La carrosserie 4 portes offre une réelle facilité d’accès à bord. Les cotes d’habitabilité progressent légèrement, insuffisamment pour les jambes des passagers à l’arrière pour rivaliser avec la C5 et la Mondeo. En revanche, le coffre gagne quelques litres et offre toujours un grand volume, le plus généreux de la catégorie avec celui de la Passat.
À son lancement, la version 4 portes et la 5 portes sont des modèles distincts. La 5 portes, baptisée Vectra GTS - Grand Tourisme Sport - bénéficie d'un châssis sport rabaissé de 20 mm, de modifications de la carrosserie (fond des phares noirs, pare-chocs avant et arrière modifiés, becquet arrière, jantes de 17"…) et d'équipements de série supplémentaires (ESP, volant 3 branches sport…).
Une version 5 portes "classique" sera lancée par la suite et c'est le restylage survenu en 2005 qui marquera la fin de la Vectra GTS en tant que modèle à part entière, l'appellation GTS disparaissant au profit d'une nouvelle finition Cosmo Sport.
Une version résolument sportive apparaît en 2005, la Vectra OPC, motorisée par un moteur V6 2.8 turbo de 255 ch. Le modèle 2007 devrait quant à lui voir sa puissance passer à 280 ch afin de se démarquer de sa petite sœur l'Astra OPC qui développe 240 ch.

### Galerie

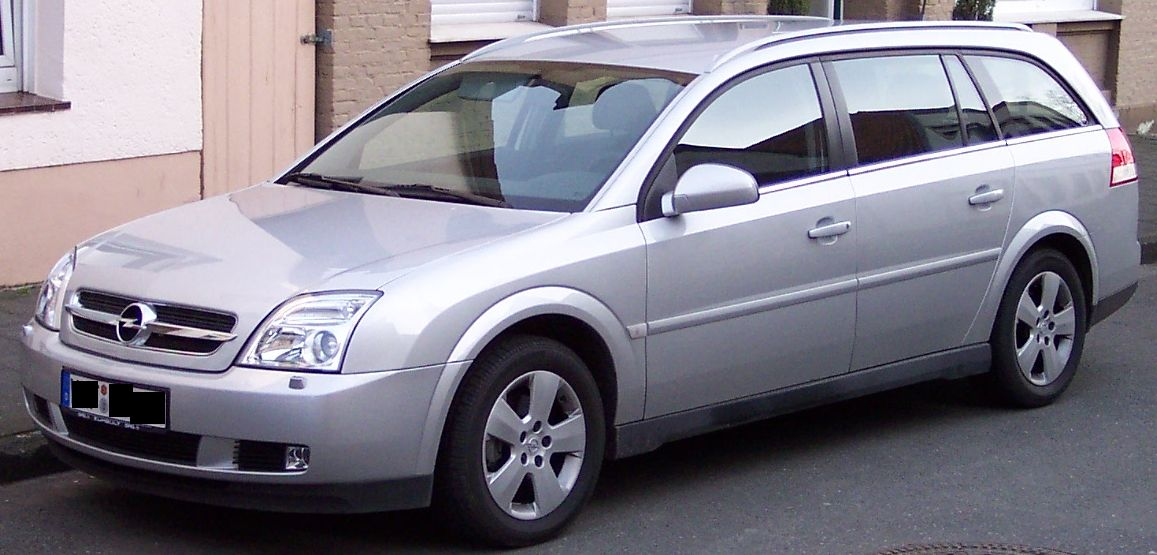
Opel Vectra C Break
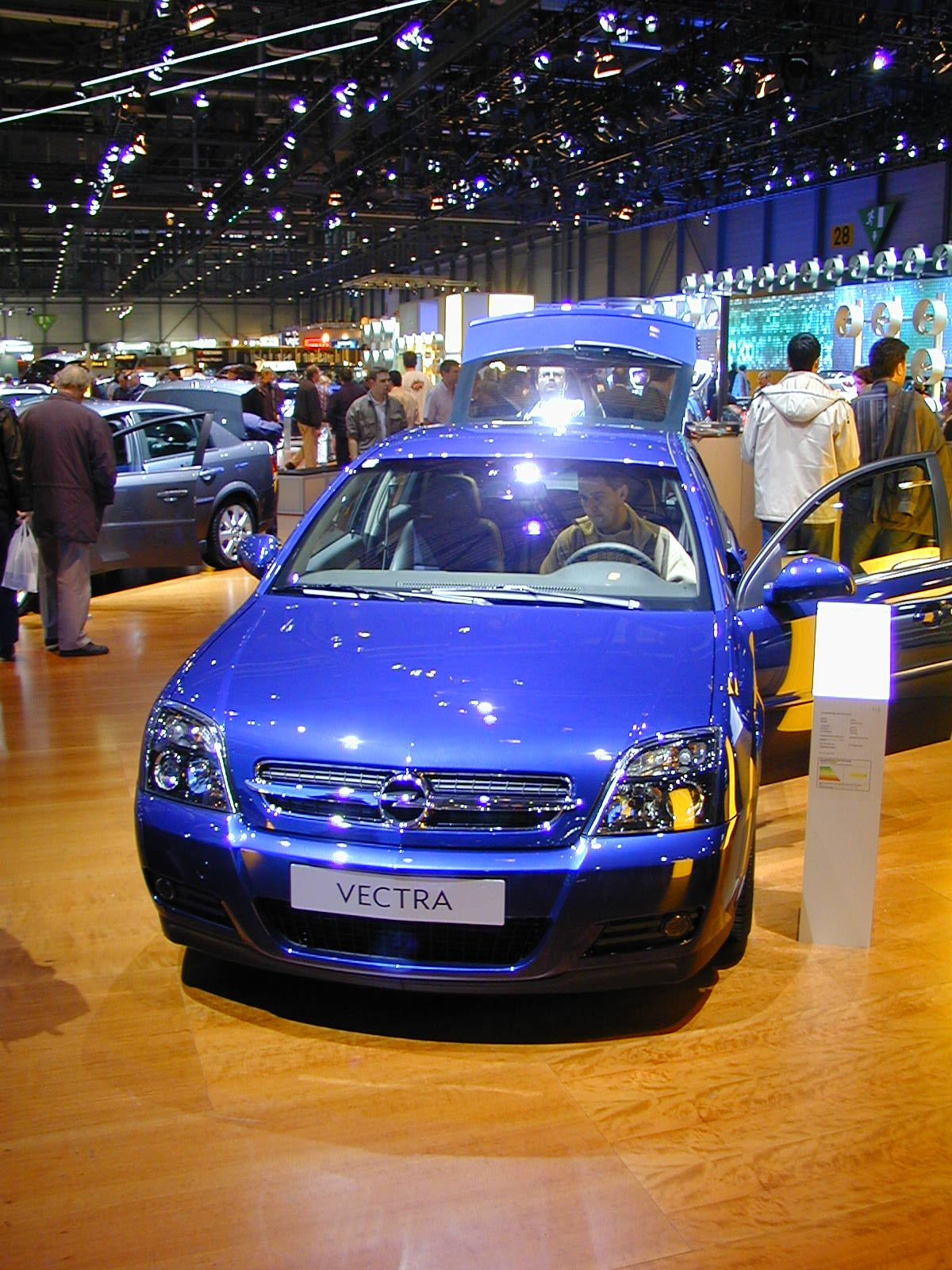
Opel Vectra GTS

## Vectra au Brésil (2006 - 2011)

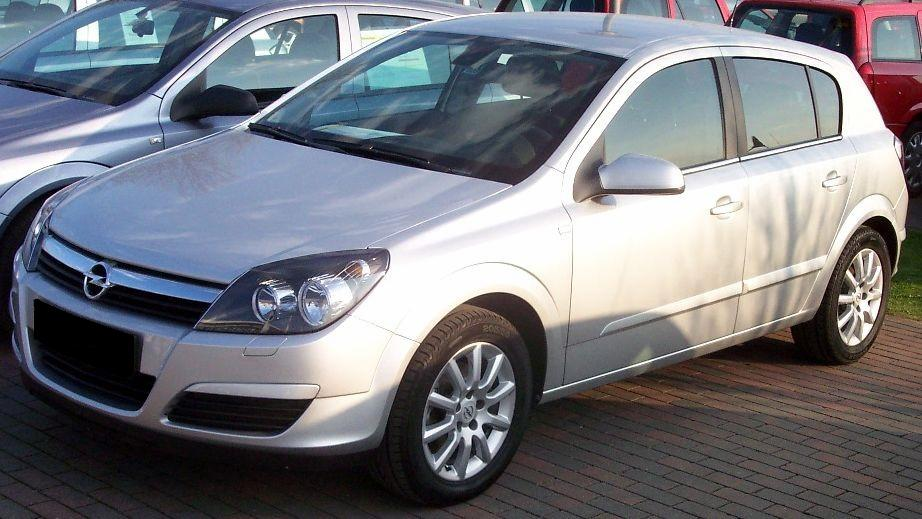
Vectra hatchback (2006–2011)

Alors que la Vectra C a été vendue au Mexique et au Chili sous le nom de Chevrolet Vectra, elle n'est pas commercialisée au Brésil, où Chevrolet choisit de vendre l'Astra H sous le nom de Vectra de 2006 à 2011. Elle reçoit le moteur SACT FlexPower introduit à l'origine en 1982 dans la Chevrolet Monza.